# August Gölzer
August Gölzer (2. srpna 1906 Lauffen, Německo – 8. února 1945 Brno) byl SS-Hauptsturmführer, jeden z velitelů a účetní XXXIX. úseku SS v Brně. Zemřel na následky atentátu uskutečněného 7. února 1945. Po Reinhardu Heydrichovi byl druhým nejvyšším představitelem nacistické organizace SS, na něhož byl v Protektorátu Čechy a Morava proveden úspěšný atentát.

## Kariéra
V roce 1927 se August Gölzer stal členem NSDAP a 1936 vstoupil do SS. Absolvoval obchodní školu a v následujících třech letech pracoval na doplňovacím velitelství štábu Hlavního úřadu SS v Berlíně. Hodnost SS-Sturmmann získal jako člen Waffen-SS 1939. Po okupaci Československa byl převelen do Prahy k úseku č. XXXIX všeobecných SS a na podzim 1944 byl po reorganizaci vnitřní struktury všeobecných SS povýšen na SS-Hauptsturmführera a převelen na nově vzniklé velitelství úseku v Brně, kde působil jako účetní.

### Rodinný život
August Gölzer byl ženatý, s manželkou Elisabetz (podle úmrtního oznámení přesvědčenou o konečném vítězství nacismu) měl děti.

## Atentát
Akce byla provedena ve večerních hodinách 7. února 1945 členy komunistické odbojové organizace Předvoj – Vladimírem Blažkou a Aloisem Bauerem na Nerudově ulici v Brně, kde August Gölzer bydlel. Blažka vystřelil na Gölzera čtyři rány z pistole. Teprve čtvrtý výstřel zasáhl Gölzera, který se zvládl ukrýt v domě a s pomocí své manželky se dostal do svého bytu. Lékař bydlící v sousedství zavolal záchrannou službu. Záchranný vůz dorazil se značným zpožděním a odvezl zraněného na chirurgické oddělení na Žlutém kopci, kde byl hned operován. August Gölzer zemřel v 8. února 1945 v 0.30 hodin.
Atentátu se nedostalo výraznější publicity; gestapo nechtělo poukazovat na své selhání a komunisté po válce na zradu jednoho ze členů své odbojové skupiny.

## Vyšetřování
Jména Blažky a Bauera vyzradil gestapu zatčený velitel branného referátu Předvoje Vladimír Tišnovský. V obavě o svůj život nabídl Tišnovský gestapu k dispozici své znalosti a kontakty. Poté byl představen kriminálnímu radovi Ottovi Koslowskému, který v té době fakticky řídil činnost brněnského gestapa a od roku 1944 působil jako vedoucí úseku exekutivního oddělení tajné policie. Gestapo s využitím Tišnovského oba atentátníky zatklo. Během výslechů Tišnovského a Blažky vyšlo najevo, že cílem atentátu neměl být August Gölzer, nýbrž kriminální rada Otto Koslowski. Z příkazu státního ministra K. H. Franka, jenž si při návštěvě Brna na jaře 1945 vyžádal protokolární dokumentaci Gölzerova případu, byli Blažka s Bauerem 14. dubna 1945 na dvoře Kounicových kolejí zastřeleni ranou do týla. Popravu vykonal osobně vedoucí exekutivního oddělení, kriminální rada brněnského gestapa Otto Koslowski.
Urna s ostatky Augusta Gölzera je uložena na vojenském hřbitově v Lauffenu v Německu.